# Djemâa Saharidj
Djemâa Saharidj (en tifinagh: ⵍⴵⵎⵄⴰ ⵏ ⵙⴰⵔ ⵉⴵ, en kabyle: Lǧemɛa n Sariǧ, en arabe : جمعة سحاريج) est un village kabyle de la commune algérienne de Mekla, dans la wilaya de Tizi Ouzou. Centre traditionnel de la tribu des Aït Fraoussen, il est connu pour l'abondance de ses sources, l'étendue de ses quartiers, l'antiquité de son passé et le rôle qui lui est attribué dans l'histoire de la région.

## Géographie

### Situation
Le village de Djemâa Saharidj est situé à environ 3 km au sud-est de Mekla, sur la route W250, et à 28 km à l'est de Tizi Ouzou.

### Relief, géologie et hydrographie
Djemâa Saharidj présente un relief de collines très accidenté et descendant du sud vers le nord, depuis les escarpements du mont Fiouane (où se détache le « Rocher aux oiseaux ») et ceux d’Ighil jusqu'au cours de l'oued Sebaou, qui borne les terres agricoles d'Azaghar.
La position du village marque la limite nord-ouest du socle cristallophyllien de Grande Kabylie et la transition avec le bassin du Sebaou. La discordance entre bassin néogène et socle métamorphique est facilement observable au niveau de l’oued Bouhlou.
Le socle métamorphique de Grande Kabylie a été décrit par Bossière (1971, 1980) comme un noyau gneissique surmonté d'une couverture schisteuse. Plusieurs des formations qui s'y rencontrent sont présentes à Djemâa Saharidj  : gneiss oeillés (mont Fiouane), marbre (ancienne carrière) et série schisteuse. Le socle y est marqué par des déformations très prononcées, d'origine à la fois hercynienne — ductiles et cassantes — et alpine.
Les formations néogènes, composées d’argile et de grès, constituent le lieu-dit Azaghar (« champ » ou « plaine »). La proximité du socle et son lessivage par les eaux météoriques, en enrichissant ces terres d'éléments essentiels, en ont fait des terrains fertiles.
Djemâa Saharidj abrite de nombreuses sources (jadis quatre-vingt-dix-neuf, d'après la tradition locale) qui ont permis la multiplication des fontaines et favorisé la mise en valeur des jardins du village.

### Hameaux et quartiers
Une autre caractéristique de Djemâa Saharidj tient à la configuration de ses quartiers : la superficie de l'ensemble fait de chacun d'eux l'équivalent d'un petit village, mais ils sont tous suffisamment proches les uns des autres pour que l'unité de l'agglomération soit préservée. À côté des quatre quartiers principaux, Mahsser, Madhel, Tadhekkart et Hlawa, se sont développés ceux de Lejnane, Amizab et El Hara, auxquels s'ajoute le site de Ouanech.

## Toponymie
Le nom du village (transcrit en caractères latins avec plusieurs variantes : Djemâa-Saharidj, Djemaa N'Sahridj, Djemaâ N'Saridj, etc.) peut se traduire par « le vendredi (ou « l'assemblée ») du bassin » : il évoque le marché qui se tenait autrefois le vendredi sur une grande place ornée d'une fontaine à bassin et restée nommée Ssuq Aqdim, « le Vieux Marché ».

## Histoire

### Antiquité

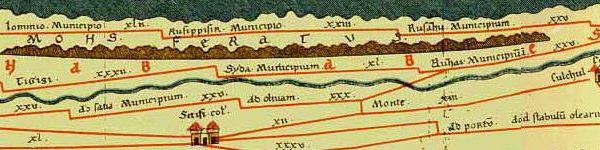
La cité de Bida - nommée ici Syda Municipium - telle qu'elle apparaît sur la Table de Peutinger, au pied du Mons Feratus (Djurdjura), entre Tigisi (Taourga), à trente-deux milles romains, et Ruha Municipium (Ksar Kebouch), à quarante milles.

À l'époque romaine existait à l'emplacement de Djemâa Saharidj une cité que Ptolémée mentionne sous le nom de Bida (respectivement Syda et Bidil pour la Table de Peutinger et l’Itinéraire d'Antonin) et dont la fondation semble bien antérieure (on a découvert sur le site, en 1967, une monnaie de Massinissa). Qualifiée dans les documents anciens d'oppidum ou, plus souvent, de municipe (Bida Municipium) et même de colonie par Ptolémée, c'était, conclut Jacques Martin (1969), « un relais nécessaire sur la route intérieure reliant Dellys à Bédjaïa, mais un relais où vivait une population romaine et autochtone, relativement nombreuse et prospère, sous la protection d'une garnison permanente, sans doute à l'abri de défenses. » Signe de l'implantation du christianisme, parmi les évêques convoqués en 484 à Carthage par le roi vandale Hunéric apparaît un nommé Campanus, évêque de Bida.
Des fouilles archéologiques menées en 1868 ont retrouvé des vestiges importants mais en très mauvais état. Cependant le nom de Bida s'est conservé jusqu'à nos jours, dans celui d'un terrain des environs, Tibhirt Ibudah, « le jardin des Iboudah », et dans le patronyme d'Ibidah que porte encore une famille des Aït Fraoussen (la rixe sanglante qui les opposa à leurs rivaux à l'occasion d'un mariage serait à l'origine de la suppression du cortège nuptial en Grande Kabylie).

### Islamisation
C'est au processus d'islamisation et plus particulièrement au développement de l'islam maraboutique que renvoient les origines d'autres familles du village. Ainsi celle des Issehnounen se rattache-t-elle à Sidi Sahnoun, dont Djemâa Saharidj revendique la sépulture. Ce juriste des VIIIe - IXe siècles est pourtant enterré à Kairouan où il a exercé. Mais il pourrait s'agir ici d'un descendant homonyme arrivé quelques siècles plus tard, peut-être dans le sillage de Sidi Ahmed Belkadi, venu lui aussi d'Ifriqiya.

### Période ottomane

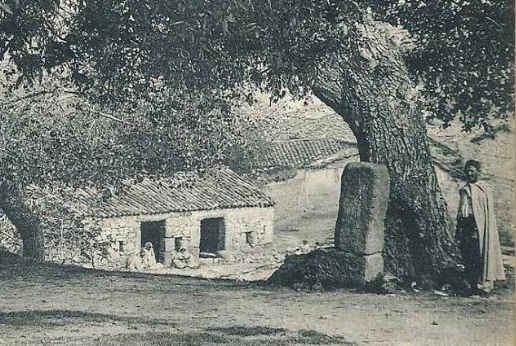
La « pierre salique » (disparue depuis) érigée sur la place du Vieux Marché en mémoire de l'exhérédation des femmes kabyles.

Le XVIe siècle, début de la période ottomane, est en effet marqué dans la région par l'émergence du royaume de Koukou, principauté pratiquement indépendante que les Belkadi, issus de l'entourage des derniers Hafsides de Tunis, parvinrent à bâtir en exploitant les rivalités entre l'Espagne et la Sublime Porte. Cependant, l'agha Yahia Ben Mostafa fait construire une mosquée dans le village.
En 1601, les troupes envoyées en Kabylie par Süleyman Pacha, alors à la tête de la régence d'Alger, sont défaites devant Djemâa Saharidj. Néanmoins, cinq ans plus tard, son successeur Mustapha Pacha parvient à acheter la garnison du village et à s'y établir fortement. 
À Djemâa Saharidj et dans tout le haut Sebaou, l'époque est surtout restée comme celle des hauts faits de Boukhtouche, « l'homme à la lance », héros populaire historiquement mal cerné et ancêtre éponyme d'une autre famille du village. Venu s'installer dans la région avec ses fidèles, ce descendant direct de la lignée des rois de Koukou ou, pour le moins, probable parent ou allié des Belkadi (au XXe siècle, les deux familles sont encore présentes à Djemâa Saharidj), avait réussi au début du XVIIe siècle à imposer son pouvoir personnel sur le village et certaines des tribus voisines. Mais son frère Ourkhou (dont l'une des sources du village porte le nom : Tala Iwurkhuten), à la suite d'une dispute entre eux, quitta Djemâa Saharidj. Leur querelle, endossée par les tribus, passe pour avoir déclenché la formation des deux grandes ligues ou çofs dont l'affrontement divisa la Grande Kabylie pendant plusieurs siècles.
Au XVIIIe siècle, selon la tradition, c'est encore un Boukhtouche, descendant du précédent, qui aurait organisé sur la place du Vieux Marché l'assemblée des tribus au cours de laquelle fut décidée l'exhérédation des femmes kabyles. Une « pierre salique » dressée sur la place porta longtemps le témoignage de cette mesure, qui aurait eu pour origine l'expérience vécue par les captifs libérés à la suite d'un traité passé avec l'Espagne en 1767 : de retour chez eux où on les avait cru morts, ils y auraient trouvé femmes remariées et biens dispersés, situation grosse de conflits dont il se serait agi d'éviter la réapparition.

### Colonisation française

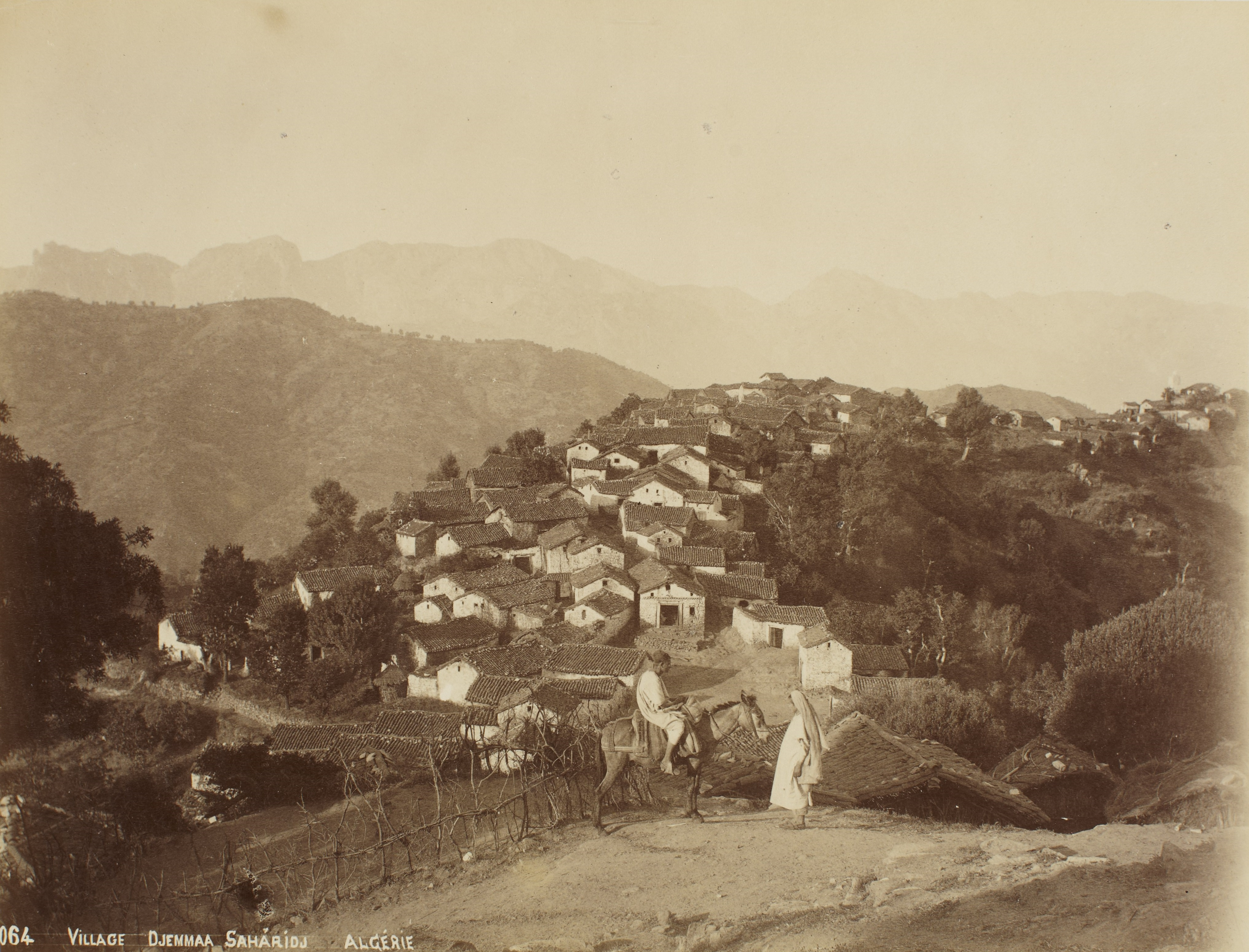
Vue de Djemâa Saharidj vers 1889.

Pendant la conquête française, le village de Djemâa Saharidj s'est trouvé plusieurs fois directement menacé par les opérations militaires. En septembre 1844, une expédition partie de Dellys et menée par le général Coman remonte pour la première fois la vallée du Sebaou, dépasse Tizi Ouzou, détruit le village de Tamda abandonné par ses habitants, rase une orangeraie proche et poursuit en direction de Djemâa Saharidj. Une délégation d'habitants vient parlementer pour éviter la destruction du village, au prix d'un semblant de soumission : estimant sa mission remplie, le général rentre à Dellys. En mai 1871, lors de la répression de la révolte des Mokrani, apprenant que des forces importantes sont rassemblées à Djemâa Saharidj, le général Lallemand décide d'« aller donner une leçon aux rebelles » et conduit une colonne à l'attaque du village : c'est un sérieux revers pour les assaillants qui sont repoussés et doivent se replier en hâte devant leurs poursuivants.
En 1872, une fois le pays soumis, les Jésuites fondent à Djemâa Saharidj un poste qu'ils abandonnent en 1880. Après l'avoir repris en 1883, les Pères blancs le confient en 1886 aux Sœurs blanches, puis s'y réinstallent en 1920.
Parallèlement, Djemâa Saharidj devient l'un des terrains d'expérimentation des fonctionnaires « kabylophiles » : en 1881 il est avec Tamazirt, Tizi Rached, Taourirt Mimoun et Mira, l'un des cinq villages de Grande Kabylie où le gouvernement Jules Ferry décide d'implanter une école laïque, dite « école ministérielle ». Après avoir suscité dans la population une curiosité mêlée de méfiance, l'entreprise se heurte à l'indignation soulevée par la fermeture, à l'initiative des autorités locales, des écoles coraniques et des zaouïas. L'hostilité des élus colonialistes à toute idée d'instruction des « indigènes » finit de condamner l'expérience dont les principaux animateurs sont écartés dès 1884.

### Algérie indépendante
Le 29 septembre 1963, c'est sur la grande place du village, Issefsafen (aujourd'hui place Idir Aïssat), que ses fondateurs annoncent la naissance du Front des forces socialistes (FFS) devant la population assemblée.

## Démographie
Le recensement général de 2008 donne à Djemâa Saharidj une population de 6 530 habitants, contre 7 342 en 1998 ; soit un taux d'évolution annuel de −1,18 %.

## Économie
Djemâa Saharidj est un centre réputé de l'artisanat du bois et de la vannerie.
Selon les catégories et les résultats du recensement de 2008, le village, agglomération secondaire d'une commune à prédominance rurale, est lui-même rattaché au réseau urbain : il se classe dans la strate semi-urbaine, qui regroupe les localités d'au moins 5 000 habitants et 1 000 actifs non agricoles. Sa population est supérieure à celle de l'agglomération chef-lieu de Mekla, rangée pour sa part dans la catégorie semi-rurale.

## Vie quotidienne
Djemâa Saharidj dispose d'un club de football, l'Union sportive Djemâa Saharidj (USDS), qui évolue dans la division Pré-Honneur de la wilaya de Tizi Ouzou.

## Personnalités liées au village

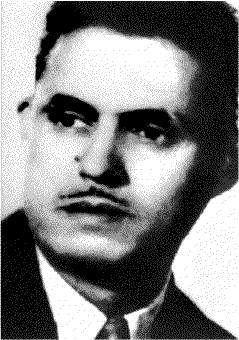
Idir Aïssat.

- Sidi Sahnoun (v.776-v.854), marabout et juriste malékite de l'école de Kairouan (actuelle Tunisie), y a un mausolée[12].
- Salah Benacer (1900-1961), maire de Mekla et sénateur de Tizi Ouzou (1959-1961) sous la colonisation française, y est né.
- Idir Aïssat (1915-1959), militant nationaliste et syndicaliste, fondateur de l'UGTA, y est né.
- Cheikh Arab Bouzgarene (1917-1988), chanteur de musique kabyle, y est né.
- Ouali Bennaï (v.1920-1957), militant nationaliste, défenseur au sein du PPA/MTLD de la thèse de l'Algérie algérienne, y est né et y est mort assassiné.
- Ali André Mécili (1940-1987), avocat et homme politique assassiné à Paris, y a ses origines paternelles.
- Hachemi Nait-Djoudi (1946-2001), secrétaire général du FFS, puis ministre sous la présidence de Mohamed Boudiaf, y est né.
- Alain Rémond (né en 1946), chroniqueur, y a enseigné[31].
- Essaïd Belkalem (né en 1989), footballeur, y est né.